# Strumigenys kempfi
Strumigenys kempfi is een mierensoort uit de onderfamilie van de Myrmicinae. De wetenschappelijke naam van de soort is voor het eerst geldig gepubliceerd in 1978 door Taylor & Brown.